# Saarijärvi (sjö i Finland, Södra Savolax, lat 61,80, long 27,53)
Saarijärvi är en sjö i Finland. Den ligger i kommunen Jockas i landskapet Södra Savolax, i den södra delen av landet, 230 km nordost om huvudstaden Helsingfors. Saarijärvi ligger 94,6 meter över havet. Den är 29 meter djup. Arean är 10,18 kvadratkilometer och strandlinjen är 80,26 kilometer lång. Sjön  ingår i Vuoksens huvudavrinningsområde.   I omgivningarna runt Saarijärvi växer i huvudsak blandskog. Den sträcker sig 7,4 kilometer i nord-sydlig riktning, och 4,1 kilometer i öst-västlig riktning.
I övrigt finns följande i Saarijärvi:
- Pajukkosaari (en ö)
- Kuhasaari (en ö)
- Varissaari (en ö)
- Pohjoissaari (en ö)
- Suvisaari (en ö)
- Tiirinluoto (en ö)
- Turosaari (en ö)
- Janskisaari (en ö)
- Pikonkivet (en ö)
- Lehtosaari (en ö)
- Ullansaari (en ö)
- Maikonsaari (en ö)
- Kalasaari (en ö)
- Sääskisaari (en ö)
- Akansaari (en ö)
- Muurinsaari (en ö)
- Itosaari (en ö)
- Huihatsaari (en ö)
- Perhosaari (en ö)
- Lippalansaari (en ö)
- Säkkisaari (en ö)
- Koirasaari (en ö)
- Kuolionsaari (en ö)
- Kiviluoto (en ö)